# Moj pas
Moj pas je serijska publikacija i glasilo Hrvatskog kinološkog saveza koje izlazi svaka tri mjeseca (četvrtgodišnje), a ponekad i svaka dva mjeseca. Od sredine 1991. do kraja 1992. časopis je izlazio pod naslovom Moj pas i njegovi prijatelji. Od 1953. do početka 1956. suizdavač časopisa bila je Lovačka knjiga. Časopis nije izlazio 1989. godine, ali je izlazio 1990. godine. Također nije izlazio 1993. godine, ali je nastavio izlaziti 1994. godine.

## Povijest časopisa
U travnju 1952. Kinološko udruženje NR Hrvatske počinje izdavati Kinološke vijesti, a ubrzo potom i časopis Moj pas, 1. srpnja 1953. Ime časopisa odabrao je sam prvi urednik, Bogdan Stopar.

## Podnaslovi časopisa
- Od 1953. mjesečnik Kinološkog udruženja Narodne Republike Hrvatske
- Od 1963. mjesečnik Kinološkog saveza SR Hrvatske
- Od 1976. službeno glasilo Kinološkog saveza SR Hrvatske
- Od 1980. službeno i informativno glasilo Kinološkog saveza SR Hrvatske
- Od 1981. stručni i informativni časopis Kinološkog saveza Hrvatske
- Od 1985. stručno-informativno glasilo Kinološkog saveza SR Hrvatske
- Od 1990. stručno-popularna revija za kinologiju
- Od 1991. stručno-informativna revija za kinologiju
- Od 1994. glasilo Hrvatskog kinološkog saveza

## Urednici časopisa
- Od 1953. Bogdan Stopar
- Od 1956. Branko Vrkljan
- Od 1957. Slavko Miškulin
- Od 1958. Ratimir Orban
- Od 1959. Slavko Miškulin
- Od 1961. Ksenija Turković
- Od 1973. Mladen Hanzlovsky
- Od 1975. Vesna Sekalec
- Od 1979. Tihomir Kovačević
- Od 1981. Tomislav Držić
- Od 1982. Jovica Balać
- Od 1983. Nenad Vujanović
- Od 1983. Dubravko Delić
- Od 1991. Stjepan Odobašić
- Od 1991. Aleksandar Kreiziger
- Od 1994. Tihomir Kovačević
- Od 2001. Ante Lučin
- Od 2005. Igor Ilić
- Od 2007. Petra Buva

## Mrežna inačica
Tijekom 2005. i 2006. postojala je i mrežna inačica www.moj-pas.com, koja je izlazila s podnaslovom Portal za vas i vašeg psa. Mrežna inačica nalazi se pohranjena u digitalnome mrežnom arhivu Nacionalne i sveučilišne knjižnice u Zagrebu.

## Vanjski izvori
- Moj pas - glasilo Hrvatskoga kinološkog saveza  Arhivirana inačica izvorne stranice od 2. travnja 2009. (Wayback Machine)